# ایوان هردلیچکا
ایوان هردلیچکا (اسلواکی: Ivan Hrdlička؛ زادهٔ ۲۰ نوامبر ۱۹۴۳) بازیکن و مربی فوتبال اهل چکسلواکی است.
از باشگاه‌هایی که در آن بازی کرده‌است می‌توان به باشگاه فوتبال اسلوان براتیسلاوا اشاره کرد.
وی همچنین در تیم ملی فوتبال چکسلواکی بازی کرده‌است.